# Afghansk-sovjetiska kriget
Afghansk-sovjetiska kriget pågick mellan 1979 och 1989 mellan Sovjetunionen (som stödde den marxist-leninistiska regeringen i Afghanistan) och den afghanska islamiska mujahedinrörelsen. Rebellerna stöddes av USA, som såg det som en del av det kalla kriget. Redan år 1978 inleddes ett uppror mot den sovjetstödda regeringen som tagit makten. Upproret blev bara förvärrat när Sovjetunionen i december 1979 gick in med ett stort antal trupper och ockuperade landet. Som ett resultat av Sovjetunionens sammanbrott, föll regimen i Afghanistan 1992. Dessutom utbröt snart ett nytt inbördeskrig mellan de falanger som besegrat Sovjetarmén.

## Förlopp

### Bakgrund och invasion
I april 1978 erövrade Afghanistans kommunistparti makten genom aprilrevolutionen. De nya makthavarna hade emellertid stora problem med att bekämpa motståndet och 24 december 1979 invaderade sovjetiska styrkor landet. Några dagar innan hade Spetsnaz-trupper (sovjetiska elittrupper) tagit kontrollen över regeringsbyggnader med mera i Kabul och president Amin mördades.
Sovjetunionens viktigaste syfte med interventionen tolkades i väst som att Sovjet snabbt ville krossa gerillan och ersätta Amins regim med en "lydig" marionettregim. Till sovjeternas förvåning visade sig gerillan (Mujaheddin) vara en mycket svårare nöt att knäcka än vad man trott. Striderna mellan gerillan och ockupationsmakten utvecklades snart till ett mycket blodigt krig som hade många likheter med Vietnamkriget. Trots en enorm teknisk överlägsenhet kunde inte över 100 000 sovjetiska marksoldater (räknar man in flygstridskrafter med mera tillkommer tiotusentals man) knäcka motståndet. Stridsmoralen hos gerillan var hög, den hade stort stöd hos civilbefolkningen och precis som i Vietnam passade terrängen i Afghanistan utmärkt för gerillakrigföring.

### Hårdnande motstånd
Snart började gerillan också få stöd från västländerna med massiva vapenleveranser vilket gjorde mujaheddin allt effektivare. CIA investerade miljardtals dollar på vapen och utbildning av vad man kallade afghanska frihetskämpar. Bland annat fick afghanerna hjälp av CIA med Stinger-robotar för nedskjutning av de sovjetiska Hind-helikoptrarna. Även från andra muslimska länder anslöts sig många frivilliga som också blev tränade av CIA. En av dessa frivilliga var den sedermera ökände Usama bin Ladin.
Kriget rullade vidare utan nämnvärda framgångar för ockupationsmakten samtidigt som protesterna mot Sovjetunionens krig blev allt intensivare internationellt. USA hade redan 1980 valt att bojkotta sommar-OS i Moskva i protest mot invasionen i Afghanistan.
Sovjetunionen "hämnades" i sin tur genom att fyra år senare bojkotta sommar-OS i Los Angeles.

### Sovjetiskt uttåg, inbördeskrig
Kriget krävde många offer även för angriparen och kostade oerhört mycket pengar. Efter Michail Gorbatjovs makttillträde 1985 och införandet av glasnost växte kritiken även i Sovjetunionen. Gorbatjov försökte snabbt få till en avspänning gentemot västmakterna och då var ett sovjetiskt tillbakadragande från Afghanistan en nödvändighet. 1988 slöts slutligen ett FN-avtal där Sovjetunionen förband sig att lämna landet. Den siste sovjetiske soldaten att lämna Afghanistan var symboliskt nog generalen Boris Gromov. Gromov gick till fots över bron som korsar gränsfloden Amu-Daria den 15 februari 1989. 
Kriget fortsatte dock, nu som ett rent inbördeskrig mellan Kabulregimen och gerillan. Moralen hos regeringssoldaterna var dålig, och utan det sovjetiska stödet blev det snabbt klart att man i det långa loppet inte kunde stå emot gerillan. 1992 föll slutligen Kabul och Afghanistankriget var slut.

### Resultat
Detta innebar dock inte att afghanerna fick fred. Gerillan hade aldrig varit en enhetlig rörelse utan sammansatt av en brokig samling grupper. Dessa var i stort sett bara överens om att sovjeterna skulle ut och Kabulregimen störtas och nu fanns inget sammanhållande kitt kvar. Snart utbröt ett nytt inbördeskrig som pågick i ytterligare fyra år och ledde till att talibanerna tog makten 1996.
Sammanfattningsvis visade Afghansk-sovjetiska kriget ännu en gång att en militärt underlägsen gerillarörelse kan besegra en supermakt om kriget utkämpas på gerillans villkor och den har stort stöd från civilbefolkningen. På lång sikt har det amerikanska stödet till Mujaheddin visat sig förödande för USA, då många av al-Qaida-medlemmarna bedöms vara frivilliga veteraner från kriget mot Sovjetunionen.

## Antal dödsoffer
Det afghansk-sovjetiska kriget var mycket blodigt och en hänsynslös krigföring orsakade en enorm materiell förödelse och stort lidande för civilbefolkningen. Under de dryga nio år (december 1979 – februari 1989) som Sovjetunionen ockuperade landet beräknas omkring 1 miljoner afghaner omkommit, varav huvuddelen varit civila. Närmare 15 000 sovjetiska soldater fick sätta livet till. Många var under 25 år. Kriget utlöste också en gigantisk flyktingvåg, ca 5 miljoner människor flydde till Iran eller Pakistan.